# 수탁보증인
수탁보증인 (受託保證人)이란 주채무자의 부탁을 받아 보증인으로 된 자로 수탁보증인이 과실 없이 변제 기타 출재(出財)로 주채무를 소멸시키면 주채무자에 대하여 구상권을 행사할 수 있다(제441조1항).